# Gnathopleustes pachychaetus
Gnathopleustes pachychaetus är en kräftdjursart som beskrevs av Edward Lloyd Bousfield och Hendrycks 1995. Gnathopleustes pachychaetus ingår i släktet Gnathopleustes och familjen Pleustidae. Inga underarter finns listade i Catalogue of Life.